# 1400-talet (decennium)

## Händelser
- Renässansen börjar i Italien.
- Den walesiske upprorsledaren Owain Glyndŵr gör Wales till ett självständigt kungadöme, som dock inte blir långlivat.

## Födda
- Omkring 1400 – Johannes Gutenberg, tysk uppfinnare och boktryckarkonstens fader.
- 22 februari 1403 – Karl VII av Frankrike, kung av Frankrike.
- 9 februari 1404 – Konstantin XI Palaiologos, siste kejsaren av Bysans.
- 18 oktober 1405 – Pius II, påve.
- 1 oktober 1408 eller 1409 – Karl Knutsson (Bonde), kung av Sverige och kung av Norge.

## Avlidna
- 1405 - Timur Lenk, mongolisk krigsherre.
- 1406 - Ibn Khaldun, arabisk historiker och politiker.